# Proposizione eccettuativa
La proposizione eccettuativa è una proposizione subordinata che indica un'eccezione.
Viene introdotta da eccetto che, tranne che, a meno che e simili.
- Arriverò a meno che tu non telefoni.
- Accetterò tutto tranne che mi si insulti.

Molte volte vengono formate con l'uso del congiuntivo, qualche altra con l'indicativo.
Esistono però delle proposizioni eccettuative implicite, che ricorrono soprattutto l'uso del infinito:
- Io accetterò tutto tranne che farmi sfruttare.

In questi casi, il soggetto della principale e della subordinata coincidono (nell'esempio, io).
È possibile riscontrare talvolta l'uso del non pleonastico: Arriverò a meno che tu (non) telefoni.